# اشتندال
شهر اشتندل (به آلمانی: Stendal) در ایالت زاکسن-آنهالت در کشور آلمان واقع شده‌است. رود البه نیز از نزدیکی این شهر عبور می‌کند. جمعیت این شهر در حدود ۳۵۰۰۰ نفر می‌باشد که بخش قابل توجه آن روس تبارند.